# 4月19日
4月19日是公历一年中的第109天（闰年第110天），离全年的结束还有256天。

## 大事记

### 16世紀
- 1506年：葡萄牙里斯本開始對皈依天主教會的猶太人展開大屠殺，造成4,000多人死亡。

### 18世紀
- 1713年：由於沒有在世的男性繼承人，神聖羅馬皇帝查理六世頒佈了國事詔書，允許哈布斯堡的世襲財產由女兒繼承。
- 1775年：英国军队和美洲殖民地民军在马萨诸塞湾省发生武装冲突，美国独立战争爆发。
- 1782年：荷蘭共和國國會收到由約翰·亞當斯所遞交的美國國書，並同意後者在海牙購置房產而建立第一座美國大使館。

### 19世紀
- 1809年：第五次反法同盟：法國將軍路易·尼古拉·達武在下巴伐利亞擊敗奧地利軍隊，使他得以重新加入法國主力部隊。
- 1839年：歐洲多個國家在英國簽署《倫敦條約》，承認比利時從荷蘭聯合王國正式獨立。
- 1861年：美国马里兰州爆发暴動。

### 20世紀
- 1909年：羅馬天主教會冊封貞德為聖人。
- 1927年：美國女演員梅·威斯特因話劇《性（英语：Sex (play)）》「敗壞青少年道德」而被判入獄十天。
- 1933年：美国废除金本位。
- 1943年：纳粹德国军队和犹太战斗组织在波兰华沙犹太区发生冲突，华沙犹太区起义爆发。
- 1951年：道格拉斯·麥克阿瑟上将退役。
- 1958年：北京开始大规模捕杀麻雀。
- 1960年：不满选举舞弊的韩国学生发动大规模抗议，最终迫使总统李承晚辞职下台。
- 1965年：英特爾創始人之一戈登·摩爾在《電子學》雜誌（Electronics Magazine）發表了摩爾定律
- 1971年：塞拉利昂共和国宣告成立。
- 1971年：苏联搭载礼炮1号的质子运载火箭自拜科努尔太空发射场发射升空，为世界上首个太空站。
- 1984年：《前進澳洲美之國》正式取代《天佑女王》成為澳洲國歌。
- 1989年：美国海军艾奥瓦号战列舰在演习时由于炮塔意外爆炸，造成47名船员死亡。
- 1993年：美国联邦调查局在包围大卫教派位于德克萨斯州韦科的卡梅尔山庄51天后，在发动进攻时该据点被纵火并造成80多名教徒死亡。
- 1995年：美国奥克拉荷马州奥克拉荷马市的艾尔弗雷德·P·默拉联邦大楼发生爆炸，造成168人死亡。
- 1999年：德國國會遷回柏林辦公。

### 21世紀
- 2005年：在教宗若望保禄二世逝世后，教宗选举秘密会议选举本笃十六世为新任教宗。
- 2007年：Ubuntu7.04正式版发布
- 2011年：韓國女子團體Apink宣佈出道。
- 2012年：印度研制的射程达5,000公里的烈火-5洲际弹道导弹在奥里萨邦首次试射成功。
- 2015年：一名25歲的非裔美國人弗雷迪·格雷在被巴爾的摩警察局拘留期間因傷致死。
- 2019年：马来西亚首相马哈迪·莫哈末推介“5G马来西亚：社群跃进”展览会，展示马来西亚的5G梦想与实践。“5G马来西亚”的推介也是延续马哈迪在1996年提出的多媒体超级走廊发展项目，以发展马来西亚成为数字经济的典范[1]。
- 2021年：在西班牙皇家马德里足球俱乐部主席弗洛伦蒂诺·佩雷斯领头下，欧洲12支著名足球俱乐部宣布另组欧洲超级联赛。

## 出生
- 1801年：古斯塔夫·費希納，德國哲學家、實驗心理學家、物理學家（1887年逝世）
- 1814年：洛弗爾·奧古斯都·里夫，英國貝類學家、出版商（1865年逝世）
- 1836年：費迪南·薛瓦勒，法國郵遞員（1924年逝世）
- 1882年：熱圖利奧·瓦加斯，巴西律師、政治家，第17任巴西總統（1954年逝世）
- 1897年：木村次郎右衛門，日本超級人瑞（2013年逝世）
- 1901年：岡潔，日本數學家（1978年逝世）
- 1912年：格倫·西奧多·西博格，美國核化學家，1951年諾貝爾化學獎得主（1999年逝世）
- 1919年：卡門·米羅，巴拿馬統計學家、人口學家（2022年逝世）
- 1921年：瑪麗·傑克遜，美國數學家、航空航天工程師（2005年逝世）
- 1922年：埃里希·哈特曼，德国空军战斗机飞行员（1993年逝世）
- 1928年：威廉·克萊因，美國攝影師、電影導演（2022年逝世）
- 1931年：佛瑞德·布魯克斯，美國軟體工程師（2022年逝世）
- 1932年：弗拉基米爾·古謝夫，俄羅斯政治人物（2022年逝世）
- 1932年：费尔南多·博特罗，哥伦比亚画家、雕塑家（2023年逝世）
- 1933年：珍·曼絲菲，美國女演員（1967年逝世）
- 1937年：喬治·科恩，美國裔加拿大商人、律師（2023年逝世）
- 1937年：，菲律賓電影明星、政治家，第11、13任菲律賓總統
- 1939年：阿里·哈米尼，伊朗政治人物，現任伊朗最高領袖
- 1943年：矢野博丈，日本企業家，大創百貨創辦人（2024年逝世）
- 1946年：蒂姆·克里，英國演員
- 1947年：楊·帕斯卡·托特里耶，法國指揮家、小提琴家
- 1948年：阿列克謝·斯塔羅賓斯基，俄羅斯天體物理學家、宇宙學家（2023年逝世）
- 1950年：和田慎二，日本漫畫家（2011年逝世）
- 1951年：林煥光，香港平等機會委員會前主席、前香港特別行政區行政長官辦公室主任。
- 1951年：蔡力行，台灣半導體企業家
- 1951年：安東尼奧·坎波斯，西班牙男子田徑運動員
- 1952年：唐川，台灣男演員（2022年逝世）
- 1955年：鄭恕峰，香港男藝人
- 1957年：葛優，中國演員
- 1957年：柏嘉禮，英國籍香港公務員
- 1957年：穆克什·安巴尼，印度企業家、億萬富豪
- 1959年：林漪娸，香港演員
- 1960年：古斯塔沃·裴卓，哥倫比亞經濟學家、政治人物，現任哥倫比亞總統
- 1963年：陳紅河，越南政治人物，現任越南副總理
- 1964年：弗蘭克-彼得·勒奇，德國男子冬季兩項運動員
- 1966年：布雷特·J·格拉德曼，加拿大天文學家
- 1968年：，英國女演員
- 1968年：恩史瓦帝三世，史瓦帝尼現任國王
- 1969年：李香凝，李小龍之女
- 1972年：里瓦尔多，巴西職業足球運動員
- 1974年：程書林，中國男歌手（2025年逝世）
- 1975年：前田愛，日本女性聲優
- 1978年：方杰，香港填詞人
- 1978年：井上剛，日本男性聲優
- 1978年：，美國男演員、製片人、導演、編劇、作家
- 1979年：肇俊哲，中國足球运动员
- 1979年：周俊偉，香港演員、歌手
- 1979年：古島清孝，日本男性聲優
- 1979年：，美國女演員
- 1980年：董潔，中國女演員
- 1981年：許志昌，台灣棒球選手
- 1981年：凱頓·基斯登遜，加拿大電影演員
- 1981年：凱特琳娜·桑迪諾·莫雷諾，哥倫比亞女演員
- 1981年：德米特里·庫列巴，烏克蘭政治人物、外交官、通信專家，現任烏克蘭外交部部長
- 1982年：姚元浩，台灣藝人
- 1982年：黃艾莉，華裔美國女演員
- 1984年：李多海，韓國女演員
- 1985年：許乃涵，台灣女演員
- 1985年：丁義澈，韓國男演員
- 1985年：平田真菜，日本女性聲優
- 1986年：米可白，台灣藝人
- 1986年：周覓，中國藝人，Super Junior-M成員
- 1986年：海瑟·庫茲米契，美國模特兒
- 1987年：羅杏芝，香港女配音員
- 1987年：乔·哈特，英国足球运动员
- 1987年：莎拉波娃，俄羅斯女子網球選手
- 1988年：林玟誼，台灣女演員
- 1988年：小嶋陽菜，日本女子偶像團體AKB48成員
- 1989年：井柏然，中國男演員、歌手、模特兒
- 1989年：劉思慕，華裔加拿大男演員、製片人、特技演員、編劇、導演
- 1990年：吳函峮，台灣女模特兒、舞者、主持人
- 1990年：林秀香，韓國女演員
- 1990年：金力燦，韓國男子偶像團體B.A.P成員
- 1991年：曾甜，台灣女藝人
- 1994年：韓雅凜，韓國女子偶像團體T-ara成員
- 1995年：克洛艾·瓦倫蒂尼，法國女子手球運動員
- 1998年：張雨霏，中國女子游泳運動員
- 2004年：金玄彬，韓國男演員
- 生年不詳：竹田海渡，日本男性聲優

## 逝世
- 1390年：羅伯特二世，蘇格蘭國王。（1316年出生）
- 1578年：上杉謙信，日本戰國時代大名。（1530年出生）
- 1598年：六角義賢，日本戰國時代大名。（1521年出生）
- 1604年：黑田孝高，日本戰國時代、安土桃山時代武將。（1546年出生）
- 1623年：上杉景勝，日本戰國時代、安土桃山時代和江戶時代大名。（1556年出生）
- 1768年：加纳莱托，義大利畫家。（1697年出生）
- 1824年：拜伦，英国诗人。（1788年出生）
- 1881年：本傑明·迪斯雷利，英國政治家、作家、貴族，第39、41任英国首相。（1804年出生）
- 1882年：查尔斯·达尔文，英国生物学家。（1809年出生）
- 1906年：皮埃尔·居里，法国物理学家、化學家，1903年諾貝爾化學獎得主。（1859年出生）
- 1946年：安藤利吉，日本陸軍軍人，第19任臺灣總督。（1884年出生）
- 1967年：康拉德·艾德諾，联邦德国政治家。（1876年出生）
- 1970年：艾莫·拉赫蒂，芬蘭武器設計師。（1896年出生）
- 1974年：傅作义，中國政治家、國民黨前高級將領。（1895年出生）
- 1976年：杨肇嘉，台湾日治时期政治家。（1892年出生）
- 1976年：尚小云，中國京剧表演艺术家。（1900年出生）
- 1993年：大衛·考雷什，美國大衛教教派領袖。（1959年出生）
- 2002年：黎偉明，香港配音員。（1965年出生）
- 2007年：玻丹·帕琴斯基，波蘭天文學家。（1940年出生）
- 2013年：凱尼斯·阿佩爾，美國數學家。（1932年出生）
- 2017年：葉繼歡，香港罪犯，外號「賊王」。（1961年出生）
- 2022年：田中加子，日本超级人瑞，世界第二长寿者。（1903年出生）
- 2023年：文彬，韓國男子偶像團體ASTRO成員。（1998年出生）
- 2024年：穆罕默德·法里斯，敘利亞飛行員、太空人。（1951年出生）

## 節假日和習俗
- 腳踏車日
- 委內瑞拉：獨立宣言日
- ：國王誕生日
- 基里巴斯：健康日
- 英国：報春花日（英语：Primrose Day）
- 日本：
  - 飼育之日
  - 地圖之日